# Lactuca virosa
 Lactuca virosa  L., 1753 è una specie di pianta angiosperma dicotiledone della famiglia delle Asteraceae.

## Etimologia
Il nome del genere (Lactuca) deriva dall'abbondanza di sacchi lattiginosi contenuti in queste piante (una linfa lattea nel gambo e nelle radici). L'epiteto specifico (virosa) significa "fangoso, ricoperto di melma"; ma anche "viscido, rancido, velenoso, dall'odore sgradevole".
Il nome scientifico della specie è stato definito per la prima volta dal botanico Carl Linnaeus (1707-1778) nella pubblicazione " Species Plantarum" (  Sp. Pl. 2: 795) del 1753.

## Descrizione

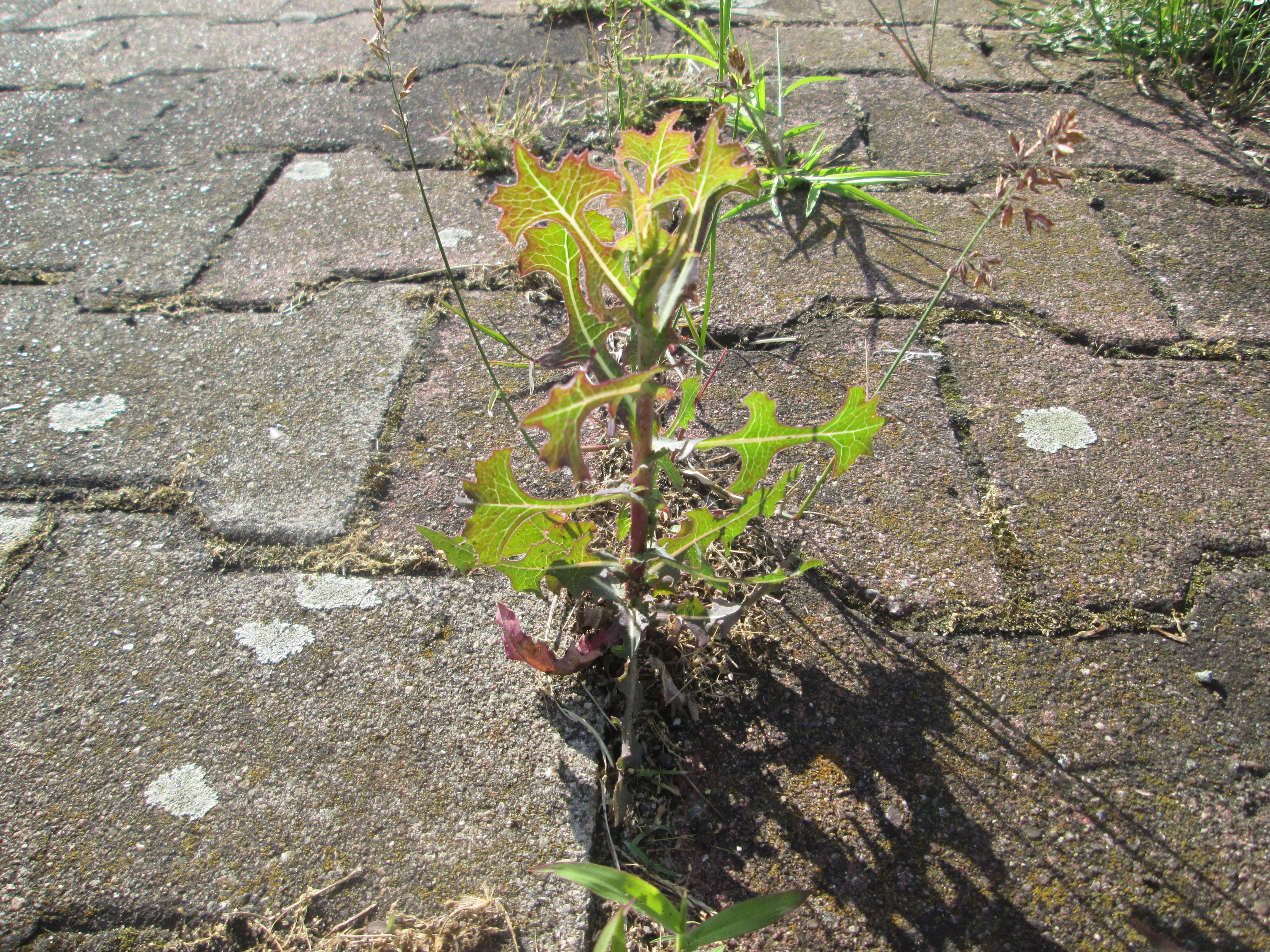
Il portamento

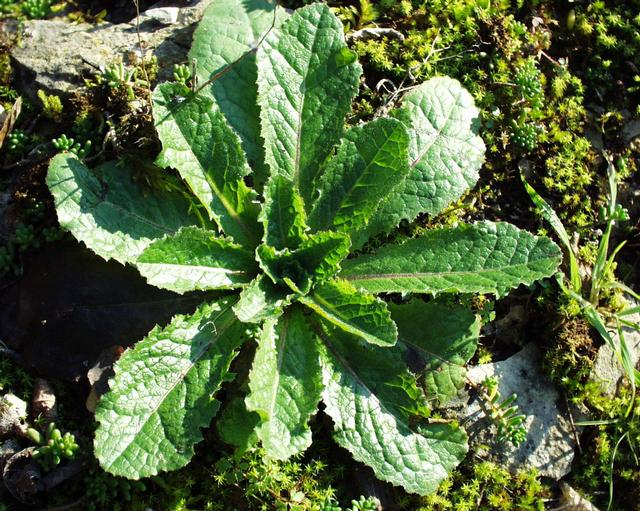
Le foglie

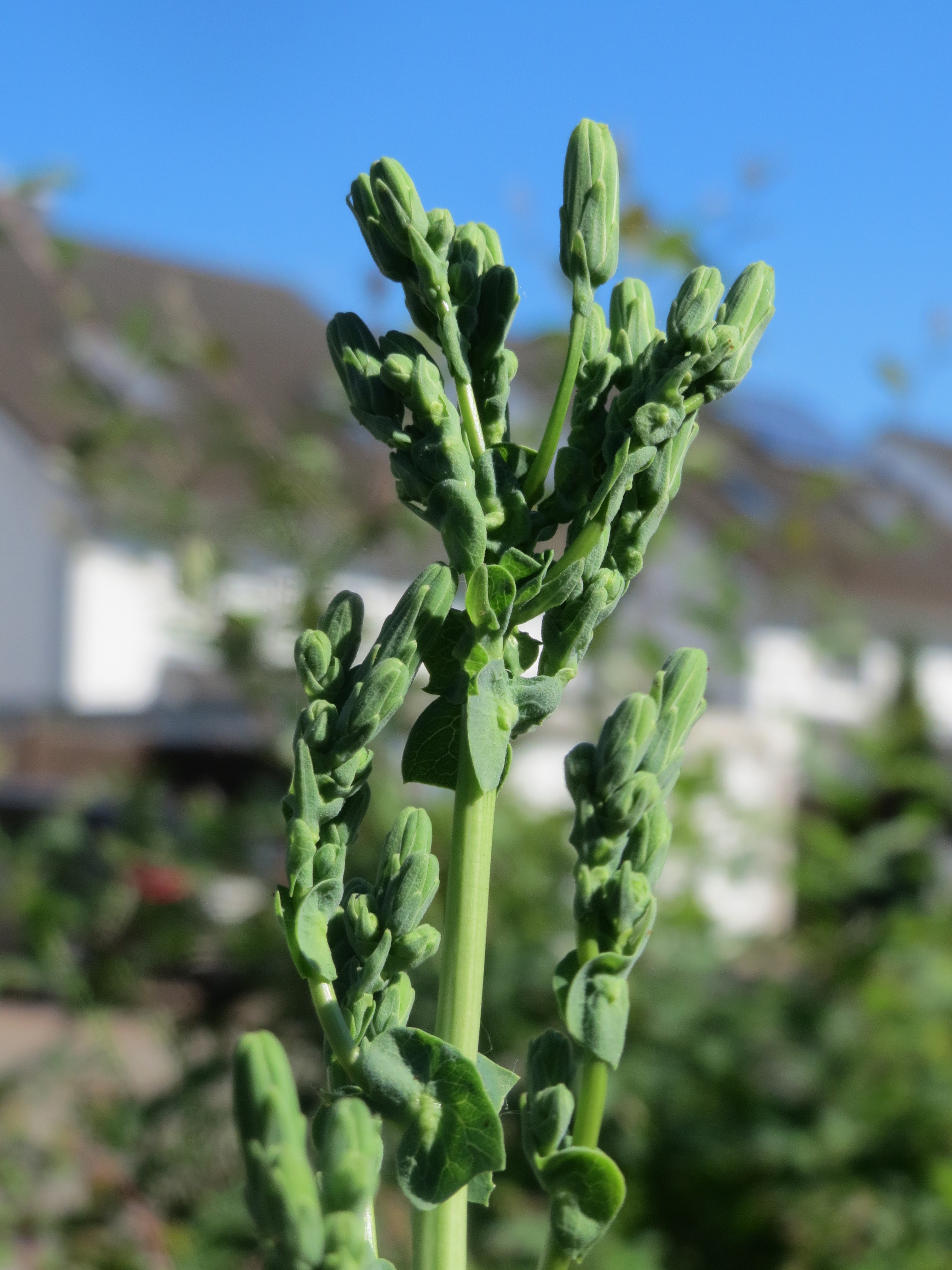
Infiorescenza

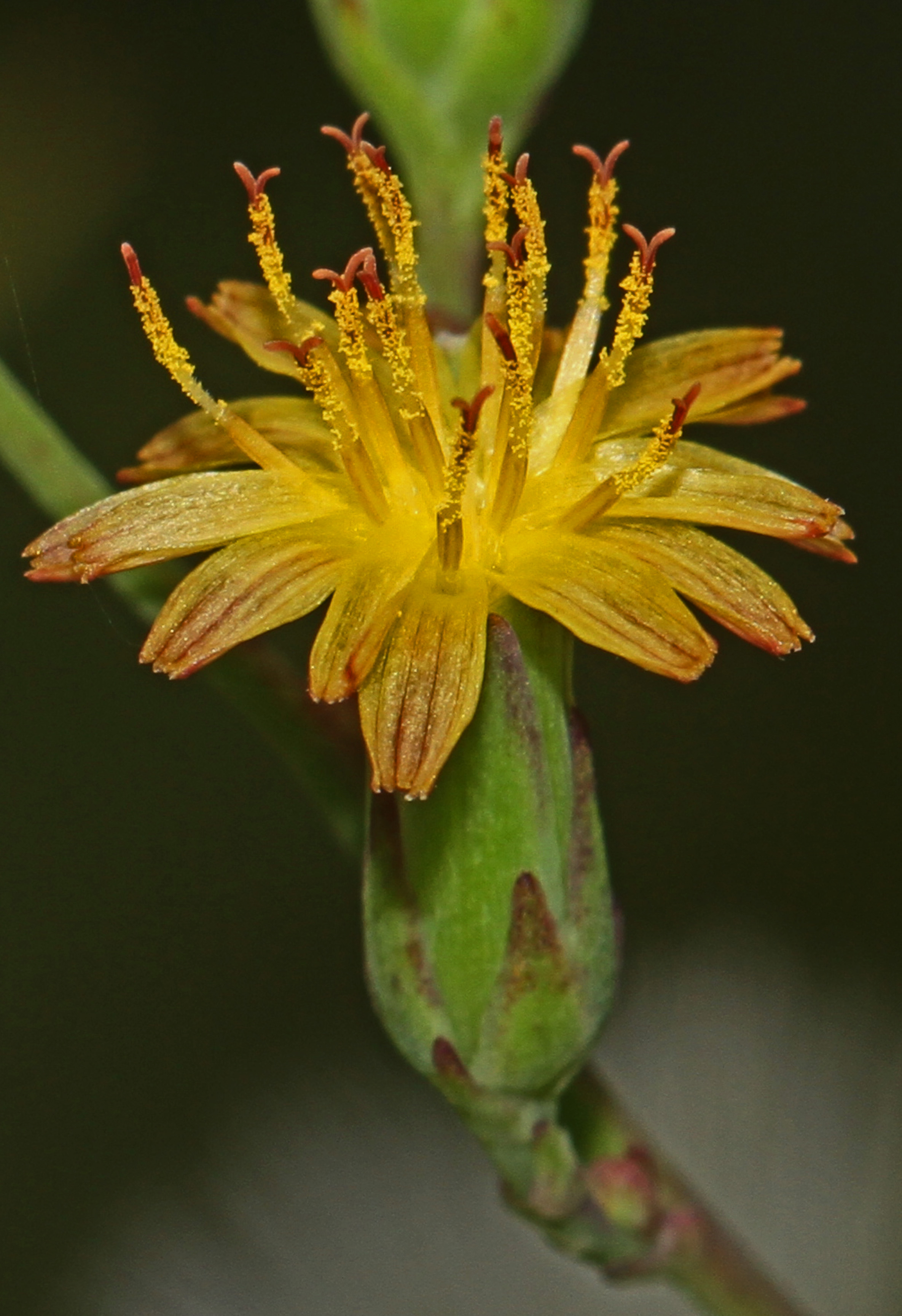
I fiori

Habitus. La forma biologica è terofita scaposa (T scap), ossia in generale sono piante erbacee che differiscono dalle altre forme biologiche poiché, essendo annuali, superano la stagione avversa sotto forma di seme e sono munite di asse fiorale eretto e spesso privo di foglie; ma anche emicriptofita bienne (H bienn), ossia piante erbacee con gemme svernanti al livello del suolo e protette dalla lettiera o dalla neve e si distinguono dalle altre per il ciclo vitale biennale. Negli organi interni sono presenti dei canali laticiferi.
Fusto. La parte aerea del fusto è ascendente ed eretta. La parte basale può essere lignificata. La superficie in genere è glabra, ma anche pelosa (da ispida a setolosa nella parte inferiore). Le radici sono dei fittoni fetidi. L'altezza delle specie di questo genere può variare tra i 3 - 15 dm (massimo 20 dm).
Foglie. Le foglie si dividono in basali o radicali (queste ultime formano una rosetta basale) e cauline. Lungo il caule sono disposte in modo alterno. Quelle basali sono più grandi, quelle cauline sono progressivamente più piccole. La forma della lamina varia da obovata a oblanceolata con bordi da dentati a dentellati (sui margini è spinulosa). La superficie è normalmente glabra e di colore verde (possono essere presenti dei riflessi glauchi). In alcune specie alla base sono presenti due orecchiette. Le foglie sono sia picciolate che sessili (a volte sono amplessicauli). Le foglie non sono decorrenti.
Infiorescenza. Le infiorescenze sono composte da diversi capolini sessili o peduncolati disposti in pannocchie piramidali. I capolini sono formati da un involucro cilindrico, conico o campanulato composto da diverse brattee (o squame) disposte su più serie in modo embricato o spiralato, all'interno delle quali un ricettacolo fa da base ai fiori ligulati. Le brattee dell'involucro hanno una forma da lanceolato-lineare a ovata; i margini sono scariosi, l'apice è acuto (o ottuso) e alla fruttificazione possono essere riflesse; la superficie può essere sia glabra che pelosa. Il ricettacolo, piatto o convesso, è nudo, ossia privo delle pagliette a protezione della base dei fiori.
Fiori. I fiori (da 14 a 16 per capolino) sono tutti del tipo ligulato (il tipo tubuloso, i fiori del disco, presente nella maggioranza delle Asteraceae, qui è assente), sono tetra-ciclici (ossia sono presenti 4 verticilli: calice – corolla – androceo – gineceo) e pentameri (ogni verticillo ha 5 elementi). I fiori sono ermafroditi, fertili e zigomorfi.
- Formula fiorale:

*/x K {\displaystyle \infty }, [C (5), A (5)], G 2 (infero), achenio
- Calice: i sepali del calice sono ridotti ad una coroncina di squame.
- Corolla:  le corolle sono formate da una ligula terminante con 5 denti; la corolla è colorata di giallo.
- Androceo: gli stami sono 5 con filamenti liberi, mentre le antere sono saldate in un manicotto (o tubo) circondante lo stilo.[16] Le antere alla base sono acute. Il polline è tricolporato.[17]
- Gineceo: lo stilo è filiforme con peli sul lato inferiore; gli stigmi dello stilo sono due divergenti. L'ovario è infero uniloculare formato da 2 carpelli.
- Fioritura: da giugno a settembre.

Frutti. I frutti sono degli acheni con pappo. La forma dell'achenio, compressa, varia da ovoide a lanceolata improvvisamente ristretta verso l'alto in un becco. I frutti sono colorati di nerastro con la superficie rugosa e solcata da diverse nervature o coste e con due nervature laterali più evidenti. Il becco è filiforme, chiaro (biancastro) lungo come il corpo dell'achenio. Il pappo è formato da più serie di setole capillari bianche (o gialle) caduche, lisce o scabre. Dimensione degli acheni: 6 – 10 mm.

## Biologia
- Impollinazione: l'impollinazione avviene tramite insetti (impollinazione entomogama tramite farfalle diurne e notturne).
- Riproduzione: la fecondazione avviene fondamentalmente tramite l'impollinazione dei fiori (vedi sopra).
- Dispersione: i semi (gli acheni) cadendo a terra sono successivamente dispersi soprattutto da insetti tipo formiche (disseminazione mirmecoria). In questo tipo di piante avviene anche un altro tipo di dispersione: zoocoria. Infatti gli uncini delle brattee dell'involucro si agganciano ai peli degli animali di passaggio disperdendo così anche su lunghe distanze i semi della pianta.

## Distribuzione e habitat

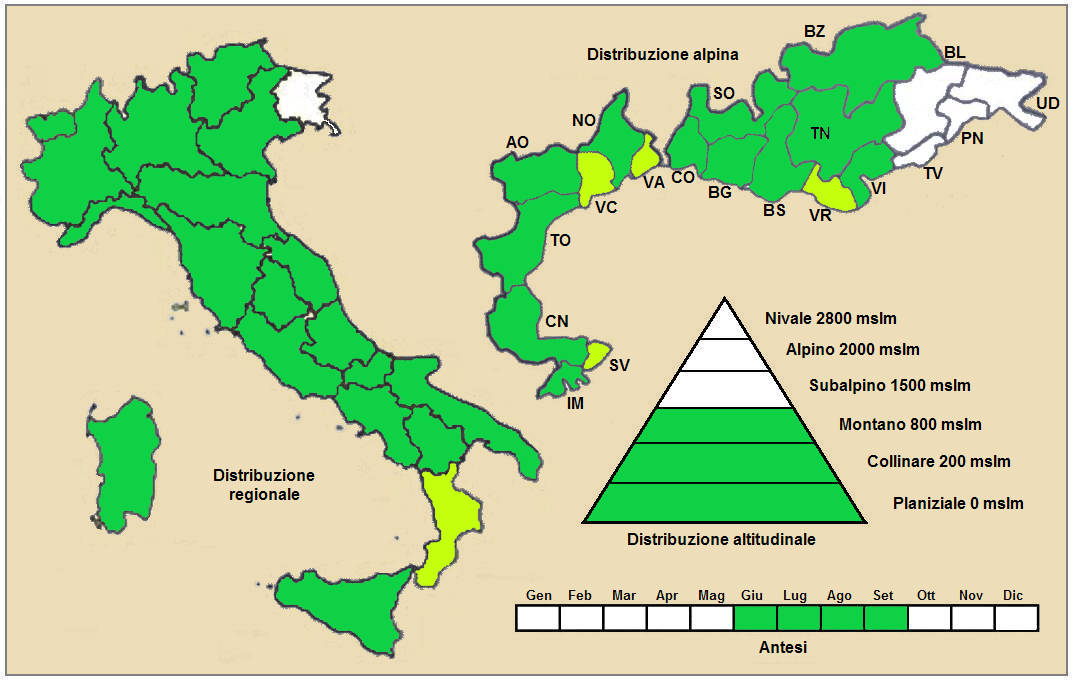
Distribuzione della pianta (Distribuzione regionale – Distribuzione alpina)

- Geoelemento: il tipo corologico (area di origine) è Mediterraneo - Atlantico.
- Distribuzione: in Italia questa specie è rara e si trova più o meno su tutto il territorio (più rara nel Nord-Est). Fuori dall'Italia, sempre nelle Alpi, questa specie si trova Francia, Svizzera e Austria. Sugli altri rilievi collegati alle Alpi è presente nella Foresta Nera, Massiccio del Giura, Massiccio Centrale, Pirenei e Carpazi.[19] Nel resto dell'Europa e dell'areale del Mediterraneo si trova nell'areale occidentale.[2]
- Habitat:  l'habitat preferito per queste piante sono gli incolti, i vecchi muri e lungo le vie. Predilige il terreno smosso, macereti, scarpate stradali; è la tipica pianta di bordatura dei fossi e di sentieri, soprattutto di montagna, ed è presente anche nelle radure boschive. Il substrato preferito è calcareo ma anche siliceo con pH neutro, alti valori nutrizionali del terreno che deve essere arido.
- Distribuzione altitudinale: sui rilievi, in Italia, queste piante si possono trovare fino a 1.100 m s.l.m.; nelle Alpi frequentano quindi i seguenti piani vegetazionali: collinare, montano (oltre a quello planiziale).

## Fitosociologia
Dal punto di vista fitosociologico alpino Lactuca virosa appartiene alla seguente comunità vegetale:
Formazione: delle comunità perenni nitrofile
Classe: Artemisietea vulgaris
Ordine: Onopordetalia acanthii

## Tassonomia
La famiglia di appartenenza di questa voce (Asteraceae o Compositae, nomen conservandum) probabilmente originaria del Sud America, è la più numerosa del mondo vegetale, comprende oltre 23.000 specie distribuite su 1.535 generi, oppure 22.750 specie e 1.530 generi secondo altre fonti (una delle checklist più aggiornata elenca fino a 1.679 generi). La famiglia attualmente (2021) è divisa in 16 sottofamiglie.

### Filogenesi
Il genere di questa voce appartiene alla sottotribù Lactucinae della tribù Cichorieae (unica tribù della sottofamiglia Cichorioideae). In base ai dati filogenetici la sottofamiglia Cichorioideae è il terz'ultimo gruppo che si è separato dal nucleo delle Asteraceae (gli ultimi due sono Corymbioideae e Asteroideae). La sottotribù Lactucinae fa parte del "quarto" clade della tribù; in questo clade è in posizione "basale" vicina alla sottotribù Hyoseridinae.
La struttura filogenetica della sottotribù è ancora in fase di studio e completamento. Provvisoriamente è stata suddivisa in 10 lignaggi. Il genere di questa voce appartiene al "Lactuca lineage", e nell'ambito della sottotribù occupa una posizione politomica insieme ai lignaggi Melanoseris - Notoseris - Paraprenanthes (questa politomia rappresenta il "core" della sottotribù). Lactuca è uno degli ultimi gruppi che si è diversificato tra i 19 e 11 milioni di anni fa.
I caratteri distintivi per le specie di questo genere sono:
- il portamento delle specie è perenne rizomatoso;
- gli acheni hanno un visibile becco apicale (il becco è diverso per colori e superficie dal resto dell'achenio);
- gli acheni hanno 12 costole ineguali;
- gli acheni sono più o meno fortemente compressi con i margini delle costole spesso gonfiate.

La circoscrizione di questo genere è da considerarsi provvisoria e in futuro potrebbe subire delle riduzioni. Sono in corso di completamento alcuni studi morfologico-molecolari e filogenetici sulla sottotribù Lactucinae che dovrebbero chiarire sia la posizione del genere Lactuca all'interno della sottotribù che la sua struttura interna. Il "lignaggio Lactuca" è composto da nove cladi terminali ben supportati, che si raggruppano in tre cladi principali.  La specie di questa voce si trova in un clade interno caratterizzato da una distribuzione sud-est europea / mediterranea / sud-ovest asiatica e con una età di inizio radiazione di circa 6,1 milioni di anni fa.
I caratteri distintivi per la specie di questa voce sono:
- le foglie non sono decorrenti lungo il fusto;
- gli acheni hanno un becco lungo come la lunghezza del corpo;
- la superficie degli acheni è colorata di nero (o nerastro);
- il colore dei fiori è giallo.

Il numero cromosomico delle specie di  L. virosa è 2n = 18.

### Sottospecie
Per questa specie sono riconosciute le seguenti sottospecie:
- Lactuca virosa subsp. cornigera (Pau & FontQuer) Emb. & Maire. Distribuzione: Marocco.
- Lactuca virosa subsp. virosa

## Usi medicinali
La pianta è nota per i suoi effetti psicotropi (specificatamente ipnotici o sedativi) e antidolorofici, effetti che sono spesso stati descritti come simili a quelli dell'oppio. Gli effetti ipnotici e sedativi sono noti anche in altre specie di Lactuca, anche se nelle normali lattughe alimentari tali effetti sono poco percettibili. Gli effetti dell'ingestione della L. virosa sono blandamente simili a quelli dell'oppio anche se nella pianta non sono presenti oppiacei.
Nella farmacopea tradizionale occidentale di tipo fitoterapico si utilizza un estratto dalla secrezione di lattice della pianta, in analogia all'estrazione dell'oppio, e chiamato lactucarium. La pianta è stata usata come anestetico e ipnotico, ma anche come sostanza stupefacente.
Allo stato attuale, anche per l'irrilevanza culturale in Italia (la pianta non interessa per i suoi effetti ricreativi come stupefacente,  e cresce comunque spontanea), la coltivazione e la detenzione non sono vietate né regolamentate.
Dalla L. virosa possono essere ricavati oli ed estratti.
Il suo utilizzo come galattogeno non è dimostrato. La L. virosa è molto amara.
La pianta contiene flavonoidi, che hanno proprietà antiossidanti. La L. virosa contiene anche cumarine e metilfenilalanina. Sono state isolate due sostanze chimiche responsabili delle proprietà sedative e sonnifere della L. virosa; lactucopicrina e lactucina.

## Informazioni storiche
La L. virosa è stata utilizzata nel 1800 da parte dei medici come blando narcotico, quando l'oppio non era disponibile. Negli Stati Uniti, la pianta ha subito una ripresa di popolarità negli anni '70 per la sua attività psicotropa, altrove è largamente ignorata.

### Sinonimi
L'entità di questa voce ha avuto nel tempo diverse nomenclature. L'elenco seguente indica alcuni tra i sinonimi più frequenti:
- Wiestia virosa (L.) Sch.Bip.